# خوان نونيز دي لا بينيا
خوان نونيز دي لا بينيا (بالإسبانية: Juan Núñez de la Peña)‏ هو عالم إنسان ومؤرخ إسباني، ولد في 1641 في تنريفي في إسبانيا، وتوفي في 3 يناير 1721.